# 不齐齿黄芩
不齐齿黄芩（学名：Scutellaria irregularis）为唇形科黄芩属下的一个种。

## 扩展阅读
維基物種上的相關：不齐齿黄芩